# تاج الدولة البويهي
تاج الدولة أبو الحسين أحمد كان الحاكم البويهي لخوزستان (الأهواز) خلال الثمانينيات. وهو ابن عضد الدولة.

## السيرة
كان أبو الحسين ابنًا لعضد الدولة أمه هي مناذر، التي كانت من بني جستان. وبعد وفاة عضد الدولة سنة 983م، قُسمَت ممتلكاته بين أبنائه. تولّى صمصام الدولة، الخليفة المفترض لعضد الدولة، السلطة، إلا أن شرف الدولة استغلّ منصبه في كرمان لغزو محافظة فارس. وقد أتاح هذا الغزو لأبي الحسين فرصة إقامة حكمه في الأهواز، ولُقب بتاج الدولة.
وفي نهاية المطاف قرر تاج الدولة، وكذلك شقيقه ضياء الدولة الذي كان يسيطر على البصرة ، الاعتراف بسلطة فخر الدولة الذي كان يحكم في ولاية الجبال. وجاء ذلك في محاولة لحماية أنفسهم من الصراع بين صمصام الدولة وشرف الدولة. ولكن بعد سنوات قليلة غزا شرف الدولة خوزستان (الأهواز) والبصرة، مما دفع الأميرين إلى الفرار إلى بلاد فخر الدولة. وهناك وجدوا ملجأً في الري. لم يتمكن أي من الأخوين من تأسيس أي خط سياسي دائم، وبالتالي كان دورهما في السياسة البويهية قصيرًا.